# 卡奇克湖
45°1′34″N 35°54′16″E / 45.02611°N 35.90444°E
卡奇克湖（俄语：Качик），是克里米亚的湖泊，長2.56公里、寬2.6公里，海拔高度2米，面積4.5平方公里，集水區面積164平方公里，湖岸線長度12公里。